# Marja
Marjaʿ eller Marjaʿ al-taqlīd (oftest gengivet uden accenttegn som Marja eller Marja al-taqlid, persisk og arabisk: مرجع تقليد) er en hæderstitel der tildeles de ledende islamiske retskyndige (faqīh) og øverste religiøse autoriteter. Titlen er særskilt anvendt inden for Tolver Shiisme.